# Pacific Islands Rugby Alliance
La Pacific Islands Rugby Alliance (PIRA) fu una confederazione rugbistica fondata nel 2002 e nata dalla collaborazione tra le federazioni di rugby a 15 di Samoa, Figi e Tonga. Anche Niue e le Isole Cook fecero parte dell'alleanza e, nonostante non partecipassero al Pacific Tri-Nations, poterono fornire i propri giocatori alla selezione dei Pacific Islanders, governata dalla confederazione.
Samoa abbandonò l'alleanza nel luglio 2009 a causa dello scarso tornaconto economico; in seguito, durante lo stesso anno, la PIRA venne sciolta.